# 阿纳德尔河
阿纳德尔河（羅馬化：Anadyr）是俄罗斯的一条河流，位于西伯利亚极东北部。
阿纳德尔河全长约500英里，从西南至东流经楚科奇自治区，汇入白令海的阿纳德尔湾。